# Soares Bezerra
Manuel Soares da Silva Bezerra, mais conhecido como Soares Bezerra (Jaguaretama, agosto de 1810 — Fortaleza, 29 de novembro de 1888), foi um magistrado, professor, teólogo,filósofo, ensaísta, jornalista e político brasileiro. É o maior representante do catolicismo ultramontano no Ceará.
Foi vice-presidente da província do Ceará, exercendo a presidência interinamente de 31 de outubro a 4 de novembro de 1872. É o patrono da cadeira 26 da Academia Cearense de Letras.
As suas obras: Compêndio de Gramática Filosófica (1861); Os dogmas políticos do Cristão (1864); Compêndio de gramática portuguesa para uso do Ateneu Cearense e das escolas primárias (1865); O Inferno (1868); Compêndio de Gramática da Língua Nacional (1877); Questões de Gramática Filosófica (1881); O que é Protestantismo (1884).          

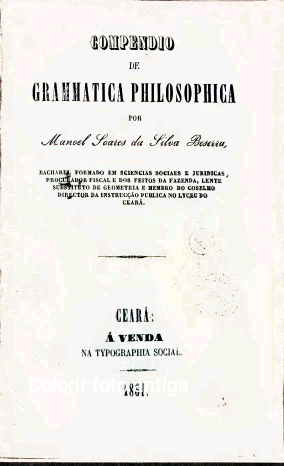
Compêndio de Gramática Filosófica

## Biografia
Nasceu no Riacho do Sangue, atual município de Jaguaretama, então ligado a Jaguaribe, filho do tenente-coronel Antônio Bezerra de Meneses e Fabiana de Jesus Maria Bezerra de Meneses. Eram seus irmãos o dr. Adolfo Bezerra de Meneses Cavalcante e Teófilo Rufino Bezerra de Meneses. Era seu avô materno Antônio Bezerra de Sousa e Meneses, que participou da Confederação do Equador.

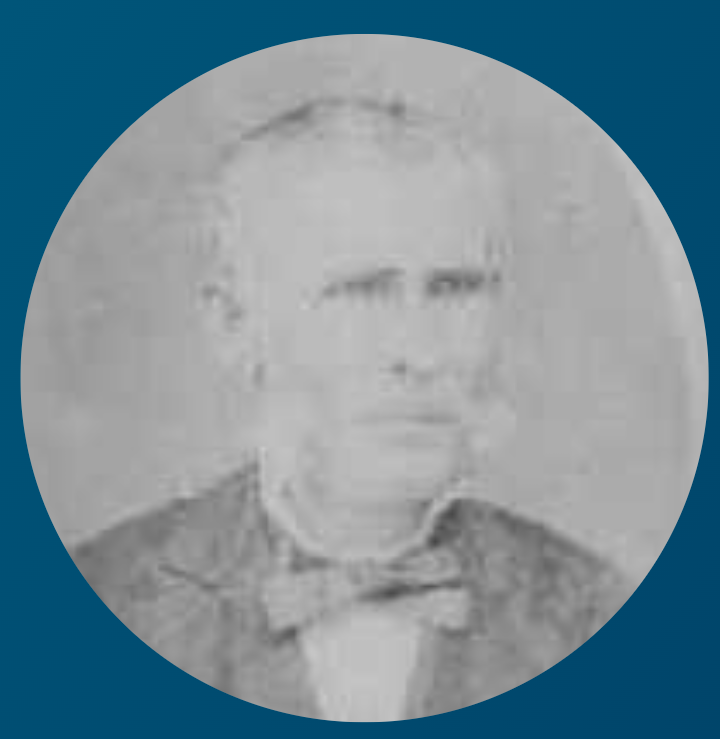
Teófilo Rufino, irmão de Manuel Soares

Formou-se em ciências jurídicas e sociais pela Faculdade de Direito de Olinda, na mesma turma que José Bernardo Galvão Alcoforado Júnior, em 1836.
De volta ao Ceará, entrou no meio político, eleito deputado provincial de 1840 a 1843 e de 1870 a 1873, tendo sido vice-presidente da Assembleia Provincial no biênio de 1870-71 e presidente da mesma em 1842, deputado geral na legislatura de 1845-47, presidente da Câmara Municipal de Fortaleza no quatriênio de 1860-63 e 3º vice-presidente da província. Neste último cargo, assumiu o governo da província por alguns dias, em 1872.
Foi também juiz municipal de Quixeramobim, professor substituto de geometria e efetivo de Língua Portuguesa no Liceu de Fortaleza, inspetor interino (por três vezes) de Instrução Pública, procurador fiscal da Tesouraria da Fazenda e inspetor do Tesouro Provincial, cargo em que se aposentou, em 1874.
Tinha a comenda da Imperial Ordem de Cristo e, por seus serviços à Igreja Católica, recebeu do papa Pio IX a comenda da Ordem de São Gregório Magno. Grande cultor do latim e da língua vernácula, e muito versado em questões de filosofia, deixou vários trabalhos a esse respeito. Colaborou nos jornais Pedro II, América e Tribuna Católica.
Foi casado com sua prima Maria Teresa de Albuquerque (desde 1837), com quem teve dezoito filhos, dentre os quais, Antônio Bezerra e Israel Bezerra.